# Rugby 7 en los Mini Juegos del Pacífico de 2017
El Rugby 7 en los Mini Juegos del Pacífico 2017 se jugó entre el 8 y 9 de diciembre de 2017 en Port Vila, Vanuatu, participaron 10 selecciones de Oceanía.
Samoa venció en la final a la Fiyi para ganar la medalla de oro.

## Resultados

### Grupo A
| Pos | Países          | Partidos | Partidos | Partidos | Partidos | Tantos | Tantos | Tantos | Pts |
| Pos | Países          | J        | G        | E        | P        | PF     | PC     | DP     | Pts |
| --- | --------------- | -------- | -------- | -------- | -------- | ------ | ------ | ------ | --- |
| 1   | Fiyi            | 4        | 4        | 0        | 0        | 149    | 5      | +144   | 12  |
| 2   | Islas Salomón   | 4        | 3        | 0        | 1        | 71     | 58     | +13    | 10  |
| 3   | Nueva Caledonia | 4        | 2        | 0        | 2        | 39     | 69     | −30    | 8   |
| 4   | Niue            | 4        | 1        | 0        | 3        | 25     | 91     | −66    | 6   |
| 5   | Tuvalu          | 4        | 0        | 0        | 4        | 26     | 87     | −61    | 4   |

|  | Clasificados a semifinales. |

### Grupo B
| Pos | Países          | Partidos | Partidos | Partidos | Partidos | Tantos | Tantos | Tantos | Pts |
| Pos | Países          | J        | G        | E        | P        | PF     | PC     | DP     | Pts |
| --- | --------------- | -------- | -------- | -------- | -------- | ------ | ------ | ------ | --- |
| 1   | Samoa           | 4        | 4        | 0        | 0        | 154    | 15     | +131   | 12  |
| 2   | Tonga           | 4        | 3        | 0        | 1        | 106    | 31     | +75    | 10  |
| 3   | Nauru           | 4        | 2        | 0        | 2        | 60     | 90     | −30    | 8   |
| 4   | Vanuatu         | 4        | 1        | 0        | 3        | 45     | 129    | −84    | 6   |
| 5   | Wallis y Futuna | 4        | 0        | 0        | 4        | 32     | 132    | −100   | 4   |

|  | Clasificados a semifinales. |

#### Bowl (9° y 10° puesto)
|  | Copa de plata   |                 |    |  |
|  |                 |                 |    |  |
|  | Wallis y Futuna | Wallis y Futuna | 19 |  |
|  | Wallis y Futuna | Wallis y Futuna | 19 |  |
|  | Tuvalu          | Tuvalu          | 14 |  |
|  | Tuvalu          | Tuvalu          | 14 |  |

#### 5° al 8° puesto
|  | Copa de plata   | Copa de plata   | Copa de plata |       |                 | Quinto puesto   | Quinto puesto  | Quinto puesto  |  |
|  |                 |                 |               |       |                 |                 |                |                |  |
|  |                 |                 |               |       |                 |                 |                |                |  |
|  | Nueva Caledonia | Nueva Caledonia | 24            |       |                 |                 |                |                |  |
|  | Nueva Caledonia | Nueva Caledonia | 24            |       |                 |                 |                |                |  |
|  | Vanuatu         | Vanuatu         | 0             |       |                 |                 |                |                |  |
|  | Vanuatu         | Vanuatu         | 0             |       | Nueva Caledonia | Nueva Caledonia | 17             |                |  |
|  |                 |                 |               |       | Nueva Caledonia | Nueva Caledonia | 17             |                |  |
|  |                 |                 | Nauru         | Nauru | 12              |                 |                |                |  |
|  | Nauru           | Nauru           | Nauru         | Nauru | 12              | 15              |                |                |  |
|  | Nauru           | Nauru           |               |       |                 | 15              |                |                |  |
|  | Niue            | Niue            | 0             |       |                 | Séptimo puesto  | Séptimo puesto | Séptimo puesto |  |
|  | Niue            | Niue            | 0             |       |                 | Séptimo puesto  | Séptimo puesto | Séptimo puesto |  |
|  |                 |                 |               |       |                 |                 |                |                |  |
|  |                 |                 |               |       |                 | Vanuatu         | Vanuatu        | 17             |  |
|  |                 |                 |               |       |                 | Vanuatu         | Vanuatu        | 17             |  |
|  |                 |                 |               |       |                 | Niue            | Niue           | 7              |  |
|  |                 |                 |               |       |                 | Niue            | Niue           | 7              |  |
|  |                 |                 |               |       |                 |                 |                |                |  |

#### Fase final
|  | Semifinales   | Semifinales   | Semifinales |      |       | Oro           | Oro           | Oro    |  |
|  |               |               |             |      |       |               |               |        |  |
|  |               |               |             |      |       |               |               |        |  |
|  | Samoa         | Samoa         | 33          |      |       |               |               |        |  |
|  | Samoa         | Samoa         | 33          |      |       |               |               |        |  |
|  | Islas Salomón | Islas Salomón | 0           |      |       |               |               |        |  |
|  | Islas Salomón | Islas Salomón | 0           |      | Samoa | Samoa         | 14            |        |  |
|  |               |               |             |      | Samoa | Samoa         | 14            |        |  |
|  |               |               | Fiyi        | Fiyi | 7     |               |               |        |  |
|  | Fiyi          | Fiyi          | Fiyi        | Fiyi | 7     | 41            |               |        |  |
|  | Fiyi          | Fiyi          |             |      |       | 41            |               |        |  |
|  | Tonga         | Tonga         | 7           |      |       | Bronce        | Bronce        | Bronce |  |
|  | Tonga         | Tonga         | 7           |      |       | Bronce        | Bronce        | Bronce |  |
|  |               |               |             |      |       |               |               |        |  |
|  |               |               |             |      |       | Tonga         | Tonga         | 24     |  |
|  |               |               |             |      |       | Tonga         | Tonga         | 24     |  |
|  |               |               |             |      |       | Islas Salomón | Islas Salomón | 19     |  |
|  |               |               |             |      |       | Islas Salomón | Islas Salomón | 19     |  |
|  |               |               |             |      |       |               |               |        |  |